# Pericyma albilinea
Pericyma albilinea là một loài bướm đêm trong họ Erebidae.